# Faroaldo II
Faroaldo o Farualdo (Spoleto, VII secolo – Ferentillo, 728) è stato un nobile longobardo, sesto duca di Spoleto dal 703 al 724.

## Biografia
Faroaldo era figlio di Trasamondo I, conte del principato di Capua, e di sua moglie, di nome ignoto, la quale a sua volta era figlia del Duca di Benevento Grimoaldo.
Nel 663 Grimoaldo, divenuto re dei Longobardi, promosse Trasamondo a Duca di Spoleto, per premiarlo per l'aiuto offertogli nella conquista del trono longobardo. Quando Faroaldo nacque, i genitori decisero di dargli questo nome per ricollegarsi al primo duca di Spoleto, allo scopo di legittimare quindi la loro presa del potere.
Alla morte di Trasamondo, intorno al 703, Faroaldo ascese al trono. Del periodo in cui fu Duca di Spoleto, si sa che egli favorì la rinascita dell'Abbazia di Farfa, da un secolo in rovina, tramite ingenti donazioni e proteggendone il primo abate, Tommaso di Farfa. Lo stesso papa nel 705, su richiesta di Faroaldo, prese a sua volta il monastero sotto la sua protezione.
I buoni rapporti tra il papa e Faroaldo ad un certo punto però si incrinarono, sfociando anche in scontri militari che portarono all'occupazione di alcuni territori della Chiesa in Sabina. Contemporaneamente, Faroaldo perseguì una politica di espansione territoriale anche a danno dei bizantini, occupando nel 712 il porto di Classe, di rilevante importanza strategica per l'Impero bizantino. Tuttavia Liutprando, appena divenuto re dei Longobardi, gli impose di restituire il porto, poiché stava perseguendo una politica di pacificazione con i bizantini. Venuta meno questa condizione, nel 717, all'interno di una grande offensiva contro i bizantini che vide anche la partecipazione dello stesso Liutprando e del Ducato di Benevento, Faroaldo conquistò la città di Narni.
Tuttavia nel 720 circa, suo figlio Trasamondo II, che riteneva il padre troppo accondiscendente nei confronti di Liutprando ed auspicava una politica di espansione territoriale a discapito dello stesso re, si ribellò contro Faroaldo, detronizzandolo e costringendolo a ritirarsi nell'Abbazia di San Pietro in Valle, che lo stesso Faroaldo aveva fatto costruire.
In quest'abbazia Faroaldo visse gli ultimi anni della sua vita, morendo nel 728.